# Pink Project
Pink Project est un groupe musical italien d'Italo disco, actif dans les années 1980 et 2010. Lancé par les producteurs italiens Luciano Ninzatti et Stefano Pulga, il se spécialise dans le mélange de chansons musicalement ou stylistiquement similaires entre elles. Le groupe est surtout connu pour son titre Disco Project (1982), qui est rétrospectivement considéré comme l'un des premiers mash-ups de l'histoire de la musique.

## Histoire
Pink Project est lancé par les producteurs italiens Luciano Ninzatti et Stefano Pulga, qui ont tous deux évolué au sein d'autres projets d'Italo disco tels que Kano et Dharma. Il se spécialise dans le mélange de chansons qui sont musicalement ou stylistiquement similaires entre elles. Le groupe a par exemple associé Trio avec Falco, The Alan Parsons Project avec Pink Floyd ou encore Deep Purple avec Ten Years After. Les chansons originales sont réinterprétées par les membres du groupe eux-mêmes. Selon Stefano Pulga, cette idée de combiner ensemble plusieurs chansons serait venue d'un disc jockey de Bergame. Pink Project se compose de musiciens de studio italiens qui refusent de révéler leur véritable identité. Lors de leurs apparitions en public, les membres du groupe apparaissent masqués ou avec des vêtements à capuche rappelant les costumes du Ku Klux Klan.
Le premier single sorti par Pink Project s'intitule Disco Project (1982). Le titre, qui mêle des éléments de Mammagamma et Sirius de l'Alan Parsons Project avec Another Brick in the Wall Part 2 de Pink Floyd, est rétrospectivement considéré comme l'un des premiers mash-ups de l'histoire de la musique. Un tube inattendu lors de sa sortie en single, Disco Project rencontre le succès dans toute l'Europe. Il est classé 2e en Suisse, où il reste neuf semaines dans le hit-parade du pays. En Allemagne, il entre directement à la 19e place du classement singles du pays en novembre 1982. Il garde cette même place la semaine suivante, avant de baisser progressivement, et reste un total de 19 semaines dans le hit-parade du pays. Le single est classé 6e en Italie en décembre 1982. Durant l'année 1983, il se hisse à la 6e place du hit-parade espagnol et se classe 20e en Suède. Disco Project devient finalement le titre le plus connu de Pink Project.
Pink Project sort un total de deux LP : Domino (1982) et Split (1983). Domino est décrit comme un chef-d'œuvre par le site espagnol Rock The Best Music. Sur Split, le groupe collabore avec d'autres musiciens, parmi lesquels l'américain Afrika Bambaataa et Bruno Bergonzi. Après le succès de Disco Project, le groupe sort un nouveau single intitulé B. Project, qui mélange Billie Jean de Michael Jackson avec Jeopardy du Greg Kihn Band. Ce single est classé 10e en Italie et atteint la 15e place du hit-parade belge en septembre 1983. Un autre titre de Pink Project, Hypnotized, est décrit par le quotidien suisse L'Impartial comme « aussi surprenant qu'inattendu » au moment de sa publication.
Le 26 janvier 2017, une compilation de titres inédits est publiée en un EP en édition limitée The Very Best of Radio Gioventù, contenant six titres enregistrés en 1982-1983 sous forme de démos et jamais sortis officiellement. Le 24 avril 2019, la première compilation intitulée Meeting est publiée. 

## Discographie

### Albums studio
| Année | Album  | Meilleure position |
| Année | Album  | SUÈ ,              |
| ----- | ------ | ------------------ |
| 1982  | Domino | 41                 |
| 1983  | Split  | 47                 |

### Singles
| Année                                                                                | Titre                 | Meilleure position | Meilleure position | Meilleure position | Meilleure position | Meilleure position | Meilleure position |
| Année                                                                                | Titre                 | ALL                | BEL                | ESP                | IT ,               | SUÈ                | SUI                |
| ------------------------------------------------------------------------------------ | --------------------- | ------------------ | ------------------ | ------------------ | ------------------ | ------------------ | ------------------ |
| 1982                                                                                 | Disco Project         | 19                 | –                  | 6                  | 6                  | 20                 | 2                  |
| 1983                                                                                 | B. Project            | –                  | 15                 | –                  | 10                 | –                  | –                  |
| 1983                                                                                 | Hypnotized            | –                  | –                  | –                  | –                  | –                  | –                  |
| 1983                                                                                 | Magic Flight          | –                  | –                  | –                  | –                  | –                  | –                  |
| 1983                                                                                 | Smoke Like a Man      | –                  | –                  | –                  | –                  | –                  | –                  |
| 1983                                                                                 | Stand by Every Breath | –                  | –                  | –                  | –                  | –                  | –                  |
| « – » signifie que le single ne s'est pas classé ou n'a pas été publié dans ce pays. |                       |                    |                    |                    |                    |                    |                    |